# Maarten Vandevoordt
Maarten Vandevoordt (* 26. února 2002 Sint-Truiden) je belgický profesionální fotbalista, který hraje na pozici brankáře za německý klub RB Leipzig.

## Klubová kariéra
Dne 10. prosince 2019 se ve věku 17 let a 287 dní, stal nejmladším brankářem v historii Ligy mistrů UEFA, když odehrál celých 90 minut při prohře 0:4 s Neapolí.
Dne 12. dubna 2022 německý klub RB Leipzig oznámil, že uzavřel dohodu o přestupu Vandevoordta v roce 2024 a následném podepsání pětileté smlouvy do roku 2029.

## Reprezentační kariéra
V říjnu 2024 byl zařazen do reprezentace Belgie na zápasy Ligy národů UEFA 2024/25 proti Itálii a Francii, které se konaly 10. a 14. října 2024.

## Statistiky

### Klubové
Platí k zápasu hranému 3. května 2025.
| Klub              | Sezóna            | Liga               | Liga   | Liga | Národní pohár | Národní pohár | Kontinentální | Kontinentální | Ostatní | Ostatní | Celkově | Celkově |
| Klub              | Sezóna            | Soutěž             | Zápasy | Góly | Zápasy        | Góly          | Zápasy        | Góly          | Zápasy  | Góly    | Zápasy  | Góly    |
| ----------------- | ----------------- | ------------------ | ------ | ---- | ------------- | ------------- | ------------- | ------------- | ------- | ------- | ------- | ------- |
| Genk              | 2019/20           | Jupiler Pro League | 4      | 0    | 2             | 0             | 1             | 0             | 0       | 0       | 7       | 0       |
| Genk              | 2020/21           | Jupiler Pro League | 16     | 0    | 4             | 0             | —             | —             | —       | —       | 20      | 0       |
| Genk              | 2021/22           | Jupiler Pro League | 38     | 0    | 1             | 0             | 8             | 0             | 1       | 0       | 48      | 0       |
| Genk              | 2022/23           | Jupiler Pro League | 40     | 0    | 3             | 0             | —             | —             | —       | —       | 43      | 0       |
| Genk              | 2023/24           | Jupiler Pro League | 41     | 0    | 0             | 0             | 10            | 0             | —       | —       | 51      | 0       |
| Genk              | Celkově           | Celkově            | 139    | 0    | 10            | 0             | 19            | 0             | 1       | 0       | 169     | 0       |
| Lipsko            | 2024/25           | Bundesliga         | 6      | 0    | 4             | 0             | 2             | 0             | —       | —       | 12      | 0       |
| Celkově v kariéře | Celkově v kariéře | Celkově v kariéře  | 146    | 0    | 14            | 0             | 21            | 0             | 1       | 0       | 181     | 0       |

## Úspěchy
Genk
- Belgický pohár: 2020/21